# Spermophagus sericeus
Spermophagus sericeus is een keversoort uit de familie bladkevers (Chrysomelidae). De wetenschappelijke naam van de soort werd in 1785 gepubliceerd door Geoffrey.